# Trine 4: The Nightmare Prince
Trine 4: The Nightmare Prince — платформер-головоломка 2019 року розробки Frozenbyte та видавництва Modus Games для Microsoft Windows, Nintendo Switch, PlayStation 4 і Xbox One (жовтень 2019-го) та Stadia (березень 2021-го). Четверта частина серії Trine.